# 필 레시
필립 채프먼 레시'(영어: Philip Chapman Lesh, 1940년 3월 15일 ~ 2024년 10월 25일)는 미국의 음악가이다. 록밴드 그레이트풀 데드의 창립 멤버로, 30년 동안 그레이트풀 데드에서 베이스 기타를 연주하였다. 1995년 밴드가 해체된 후 그레이트풀 데드 가족 음악의 전통을 사이드 프로젝트인 필 레시 앤 프렌즈로 이어갔다.

## 생애
레시는 1940년 3월 15일 캘리포니아주 버클리에서 태어났으며 초등학교 3학년때부터 클래식 교육을 받은 바이올리니스트이다. 10대 시절 캘리포니아주 소재의 교향악단에서 제2악장을 맡았다. 14살 때는 트럼펫 연주도 했던 것으로 전해진다.
20대 시절 그는 바이올린과 트럼펫 연주를 그만두고 소규모의 라디오 방송국에서 음향 엔지니어로 일한다. 그러던 중 신생 록밴드 워록스의 멤버 제리 가르시아로부터 베이스 기타를 연주해달라는 부탁을 받게 된다.
이 시점은 레시의 인생의 전환점으로 평가받으며 가르시아 등과 함께 그레이트풀 데드라는 이름의 록밴드 생활을 하게 된다.
후에 회고하기를, 음악을 사랑하게 된 계기는 어린 시절 할머니의 라디오에서 흘러나오던 뉴욕 필하모닉의 연주를 듣고 나서부터였다고 한다.

## 활동
케사디, 브루스, 제임스 제이머슨, 폴 매카트니 등 레시의 동시대 베이스 연주자들은 악기에 대한 더욱 멜로디적이고 대위법적인 접근법을 채택하였다. 그전까지 록 음악의 베이스 연주자들은 일반적으로 노래의 비트 내에서, 또는 노래의 화성 또는 코드 구조 내에서 시간을 측정하는 관습적인 역할을 하였다. 레시는 이러한 측면을 포기하지 않으면서도 노래나 연주 중에 즉흥적으로 연주하는 모습을 보였다.

바로 새로운 록 음악에서의, 소위 샌프란시스코 사운드의 특징적인 측면이었다. 그룹의 라이브 공연에서 레시의 베이스는 가르시아의 기타 솔로를 보완하는 역할을 맡았다.  그는 이런 독특한 음악 스타일에 대해 미국 언론과의 인터뷰에서 이렇게 말하였다. 
"항상 유동적이고, 우리는 즉흥적으로 알아낼 뿐입니다... 리허설룸에서 그런 것들을 미리 정할 수는 없습니다."— 2009년 AP통신과의 인터뷰에서

1995년 가르시아의 사망으로 그레이트풀 데드는 해체되고 필 레시 앤드 프렌즈(Phil Lesh and Friends)라는 이름으로 활동하였다.